# Världsmästerskapen i nordisk skidsport 1930
Världsmästerskapen i nordisk skidsport 1930 ägde rum i Oslo i Norge mellan den 27 februari och 1 mars 1930. 

## Längdskidåkning herrar

### 18 kilometer
28 februari 1930
| Medalj | Tävlande                   | Tid     |
| Guld   | Arne Rustadstuen, Norge    | 1:19.58 |
| Silver | Trygve Brodahl, Norge      | 1:20.24 |
| Brons  | Tauno Lappalainen, Finland | 1:20.30 |

### 50 kilometer
1 mars 1930
| Medalj | Tävlande                 | Tid     |
| Guld   | Sven Utterström, Sverige | 3:53.14 |
| Silver | Arne Rustadstuen, Norge  | 3:54.07 |
| Brons  | Adiel Paananen, Finland  | 3:57.46 |

## Nordisk kombination

### Individuellt (backhoppning + 18 kilometer längdskidåkning)
27 februari 1930
| Medalj | Tävlande                | Poäng  |
| Guld   | Hans Vinjarengen, Norge | 446,00 |
| Silver | Leif Skagnæs, Norge     | 432,61 |
| Brons  | Knut Lunde, Norge       | 428,80 |

## Backhoppning

### Stora backen
27 februari 1930
| Medalj | Tävlande               | Poäng |
| Guld   | Gunnar Andersen, Norge | 224,4 |
| Silver | Reidar Andersen, Norge | 223,8 |
| Brons  | Sigmund Ruud, Norge    | 218,5 |

## Medaljligan
| Placering | Nation  | Guld | Silver | Brons | Totalt |
| --------- | ------- | ---- | ------ | ----- | ------ |
| 1         | Norge   | 3    | 4      | 2     | 9      |
| 2         | Sverige | 1    | 0      | 0     | 1      |
| 3         | Finland | 0    | 0      | 2     | 2      |